# 増徳院
増徳院（ぞうとくいん）は、神奈川県横浜市南区平楽にある高野山真言宗の仏教寺院である。準別格本山で、海龍山本泉寺増徳院と号する。もとは元町1丁目（元町プラザの一角）にあり、現在の横浜外国人墓地は境内墓地であった。

## 歴史

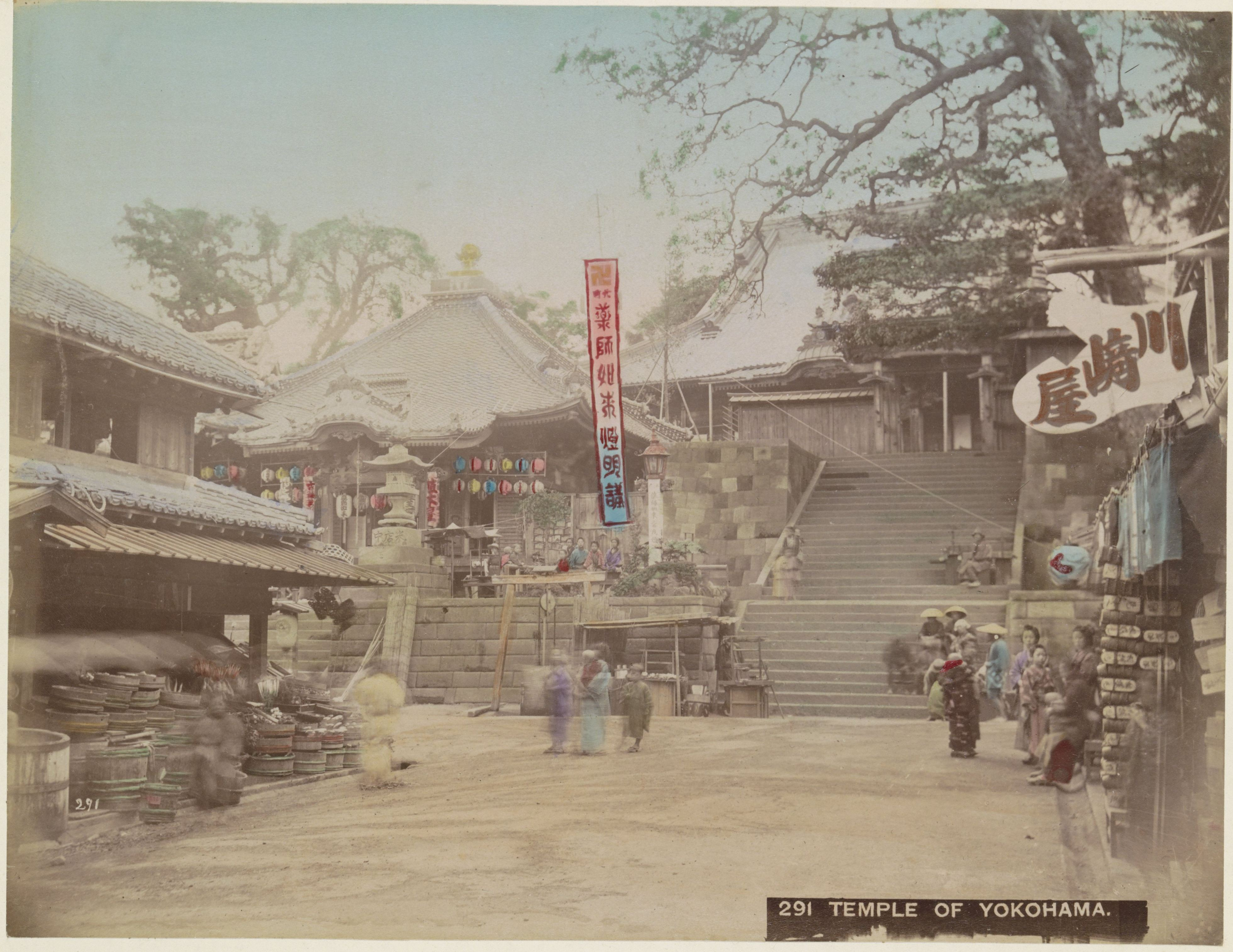
元町にあった増徳院（明治頃）

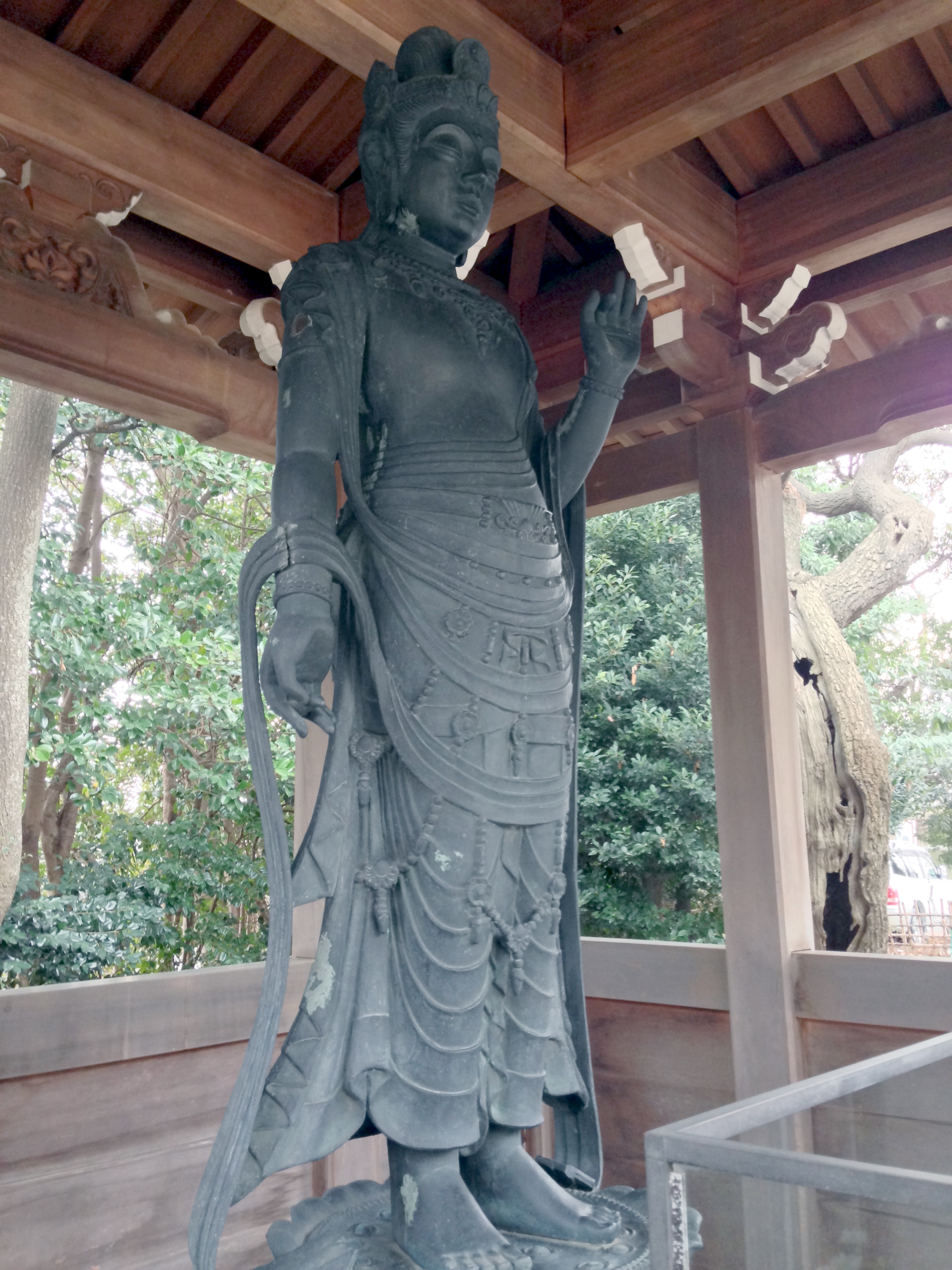
聖観音（高村光雲作）

- 大同年間（806年 – 810年）の創立と伝えられる。
- 1854年（嘉永7年）アメリカ海軍ペリー提督の意向を受け、江戸幕府はアメリカ人用の墓地として増徳院の境内の一部を提供した。これが外国人墓地の始まりとなる。
- 1923年（大正12年）関東大震災で全焼、1928年（昭和3年）現在地に再建される。
- 1972年（昭和47年）元町に薬師堂が再建される。

## 所在地・交通
神奈川県横浜市南区平楽103